# ヴィッセンビャウ

ヴィッセンビャウ
Vissenbjerg

ヴィッセンビャウ（デンマーク語：Vissenbjerg）は、デンマークのフュン島に存在する地区である。元々はフュン県に存在したが、デンマークの地域再編に伴い2007年7月1日からアッセンス基礎自治区の一部となった。南デンマーク地域に属する。